# Mingréliai Fejedelemség
A Mingréliai Fejedelemség történelmi állam volt a Kaukázusban, amely a Grúz Királyság vazallusaként jött létre, grúzul: სამეგრელოს (ოდიშის) სამთავრო, törökül: Megrelya Prensliği, oroszul: Мегрельское княжество, illetve egyszerűen Mingrélia, amely állam 1184-től 1867-ig létezett előbb az Oszmán Birodalom, majd az Orosz Birodalom függő államaként de facto függetlenségben. A mai Guria Grúzia közigazgatási régiója.

## Az állam adatai
A Mingréliai Fejedelemség területe nagyjából a mai grúz közigazgatási régiójának számító Mingrélia kierjedésével egyezik meg.

## Története

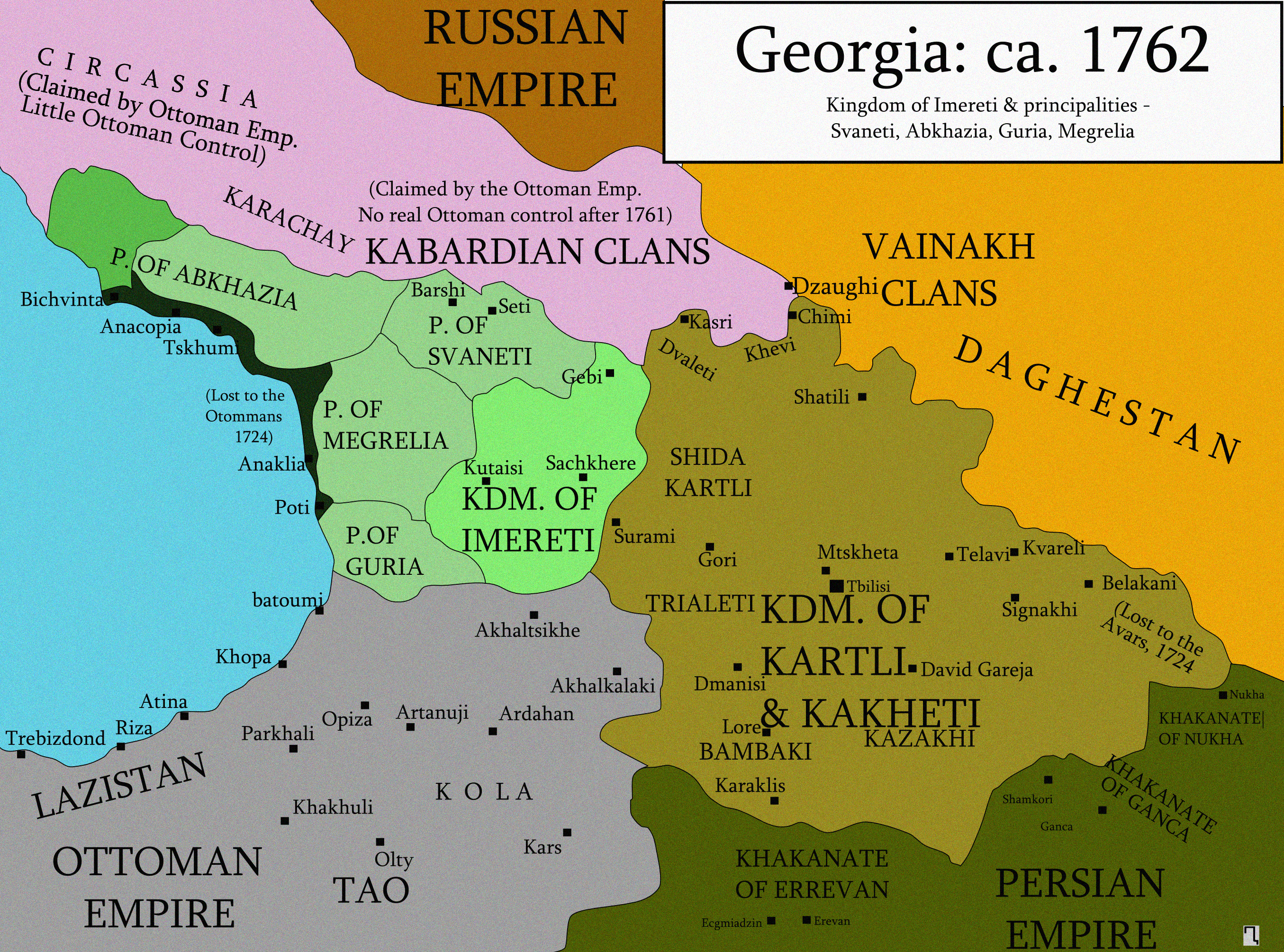
Mingrélia a XVIII. században.

A grúziai Mingréliai Fejedelemség uralkodócsaládjának, a Dadiani-háznak a tagjai uralkodtak az országban.
IV. Leót (Levani) 1691-ben trónfosztották, aki az Oszmán Birodalomba menekült, és Konstantinápolyban halt meg 1694-ben vagy utána. A  felesége a Bagrationi-házból származó (ifjabb) Tinatini (1678–1725) hercegné, V. Bagratnak, Imereti királyának a lánya és (idősebb) Bagrationi Tinatini mingréliai fejedelemnének, IX. Leó mostohaanyjának az unokahúga volt, aki Nino nővér néven ortodox apáca lett, és Oroszországba menekült, ahol VI. Vahtang grúz királyhoz, II. Tamar grúz királynő apjához csatlakozott a száműzetésben, és Moszkvában halt meg 1725. augusztus 21-én vagy akörül.
V. Leónak a gyermekei azonban egy kivétellel az ágyasaitól születtek, mint ahogy IV. Leó is házasságon kívül született gyermek volt. A nyolc fia közül heten különböző országokban, Oroszországban, Lengyelországban, Moldvában, illetve az Oszmán Birodalomban telepedtek le, míg a már valószínűleg az apja halála után 1695-ben született Naum Giorgi Dadiani (1695–1758) nevű fia később Magyarországra került a bátyjával, Konstantini Dadiani herceggel együtt, amikor is 1715. májusa előtt a Pozsony vármegyei Szentgyörgyön telepedett le, ahol Georgius Dadián néven vették jegyzékbe 1715 májusában és augusztusában. Magyarosított neve Dadányi Naum György lett.

## Híres mingréliaiak
Lavrentyij Berija [Mingrelian affair is róla szólt]